# هوزان جانه
هوزان جانه (به کردی: Hozan Canê ) (زادهٔ  ۱۹۷۱، در ارزروم) خواننده‌ای کرد می‌باشد.

## زندگی هنری و شخصی
و در منطقه کارایازی در استان ارزروم ترکیه به دنیا آمد. پس از دوره ابتدایی برای ادامه تحصیل به آدانا و استانبول رفت. سپس به آموزشگاه‌های موسیقی ASM و عارف ساگ رفت و به مدت سه سال زیر نظر فرقین شیار و کاظم بورا به تحصیل آواز پرداخت.جانه از کودکی به برنامه های موسیقی که از رادیو کردی در ایروان ارمنستان پخش می شد گوش می داد و تحت تأثیر خوانندگان مشهوری مانند عایشه شان و مریم خان قرار گرفت.
طی دهه های ۱۹۸۰ و ۱۹۹۰، فرهنگ کردی در ترکیه سرکوب شد. جانه بارها توسط پلیس ترکیه دستگیر، زندانی و شکنجه شد. او در کنسرتی در وان در سال ۱۹۹۱ دستگیر و به مدت ۹ ماه زندانی شد. او پس از شرکت در کنسرتی برای حزب صلح و دموکراسی دوباره مورد حمله  افراد مسلح ناشناس قرار گرفت.پس از این حوادث، او از ترکیه گریخت و به آلمان پناه برد و در آنجا با آکادمی çand û Hunera Kurdî (آکادمی فرهنگ و هنر کردی) همکاری کرد و چندین آلبوم منتشر کرد.
در سال ۲۰۱۷، جانه در ویدئویی از زندانی شدن صلاح الدین دمیرتاش، سیاستمدار کرد توسط دولت ترکیه انتقاد کرد. او اظهار داشت که «ما ذهنیتی را که اراده ۶ میلیون نفر را تروریستی می‌خواند، محکوم می‌کنیم».
در سال ۲۰۱۸، جانه برای حزب HDP در استان ادیرنه، نزدیک به جایی که صلاح‌الدین دمیرتاش، رهبر HDP در آن زندانی بود، مبارزات انتخاباتی می‌کرد. او در 22 ژوئن ۲۰۱۸ به اتهام تروریسم به اتهام عضویت در شبه نظامیان کرد پ ک ک دستگیر شد. پست توییتری که او درباره فیلمش «نسل‌کشی ۷۴ در سنجار» که کارگردانی و بازی کرده بود، منتشر کرده بود، همچنین به عنوان تبلیغ تروریسم پیشنهاد شد. این فیلم درباره نسل کشی ایزدی ها توسط داعش در منطقه شنگال عراق است. در توییت او در کنار مبارزان کرد دیده می شود. او در ۱۴ نوامبر ۲۰۱۸ به ۶ سال و ۳ ماه زندان محکوم شد.او به اتهام "عضویت در یک سازمان تروریستی" محکوم شد، اما از اتهامات دیگر فتنه و توهین به مصطفی کمال آتاتورک، بنیانگذار ترکیه مدرن تبرئه شد. او در زندان زنان در منطقه باقرکوی استانبول بازداشت شد.او در ۳۰ سپتامبر ۲۰۲۰ از زندان آزاد شد، اما اجازه خروج از ترکیه را نداشت. دختر او  گونول اورس نیز در ترکیه متهم به تروریسم است.

## آلبوم‌ها
- Rê Waye, lê lê Dayê
- Hozanê Kurdî
- Eşqa Welat
- Wezîrê Min